# Adriaan van 't Hoff

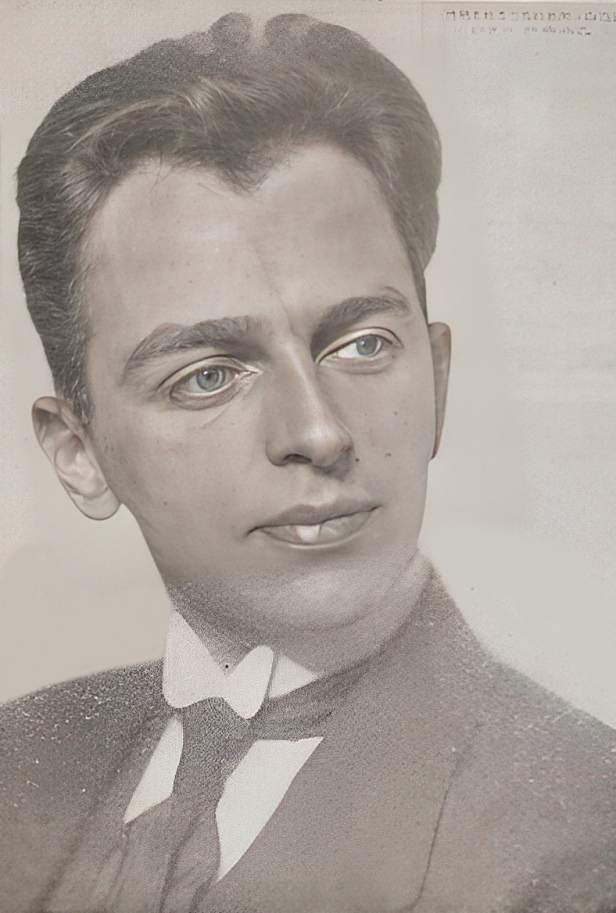
Portretfoto van Adriaan van 't Hoff (ca. 1923)

Adrianus (Adriaan) Johannes van ‘t Hoff (Den Haag, 7 december 1893 - Wassenaar, 15 november 1939) was een Nederlands schilder en graficus.
Van ‘t Hoff werd geboren als enig kind van Adrianus van ‘t Hoff en Francina Johanna Terlaak.
In 1920 trouwde hij met Jeannetta Justine Lieste.
Van ‘t Hoff volgde een opleiding aan de Koninklijke Academie van Beeldende Kunsten (1909-1915). Hier kreeg hij les van David Bautz en Frits Jansen. Later was hij hier werkzaam als docent handtekenen. Hij heeft les gegeven aan Rudie Arens en Piet Bekker. Hij legde zich toe op schilderen, etsen, tekenen en lithograferen. Zijn etsen werden gedrukt door Johan D. Scherft, die ook zijn werk tentoonstelde in zijn kunstgalerie. Daarnaast was Van 't Hoff actief als illustrator van boeken en affiches. Zijn werk omvatte vaak thema's zoals vissen, vogels en landschappen, waarbij hij zijn inspiratie voornamelijk haalde uit zijn studiereizen door Duitsland, Zwitserland en Italië.
Van ‘t Hoff exposeerde regelmatig in Den Haag (bij o.a Pulchri Studio), Amsterdam, Rotterdam, Zwolle en Arnhem.
In 1928 deed hij mee aan het kunsttoernooi op de Olympische Spelen.
Van ‘t Hoff overleed op 46-jarige leeftijd na een ziekte. 

## Galerij

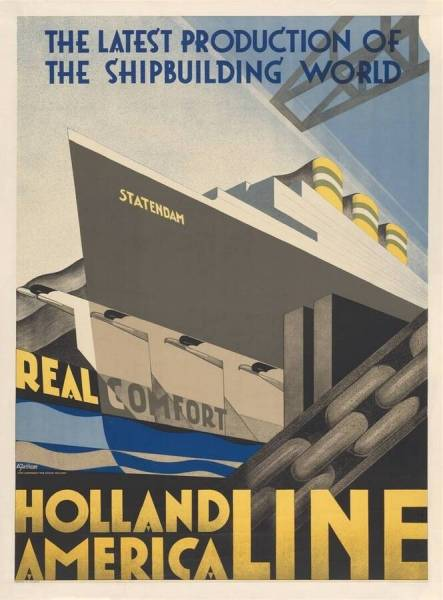
Affiche Holland-Amerika Lijn (1923)
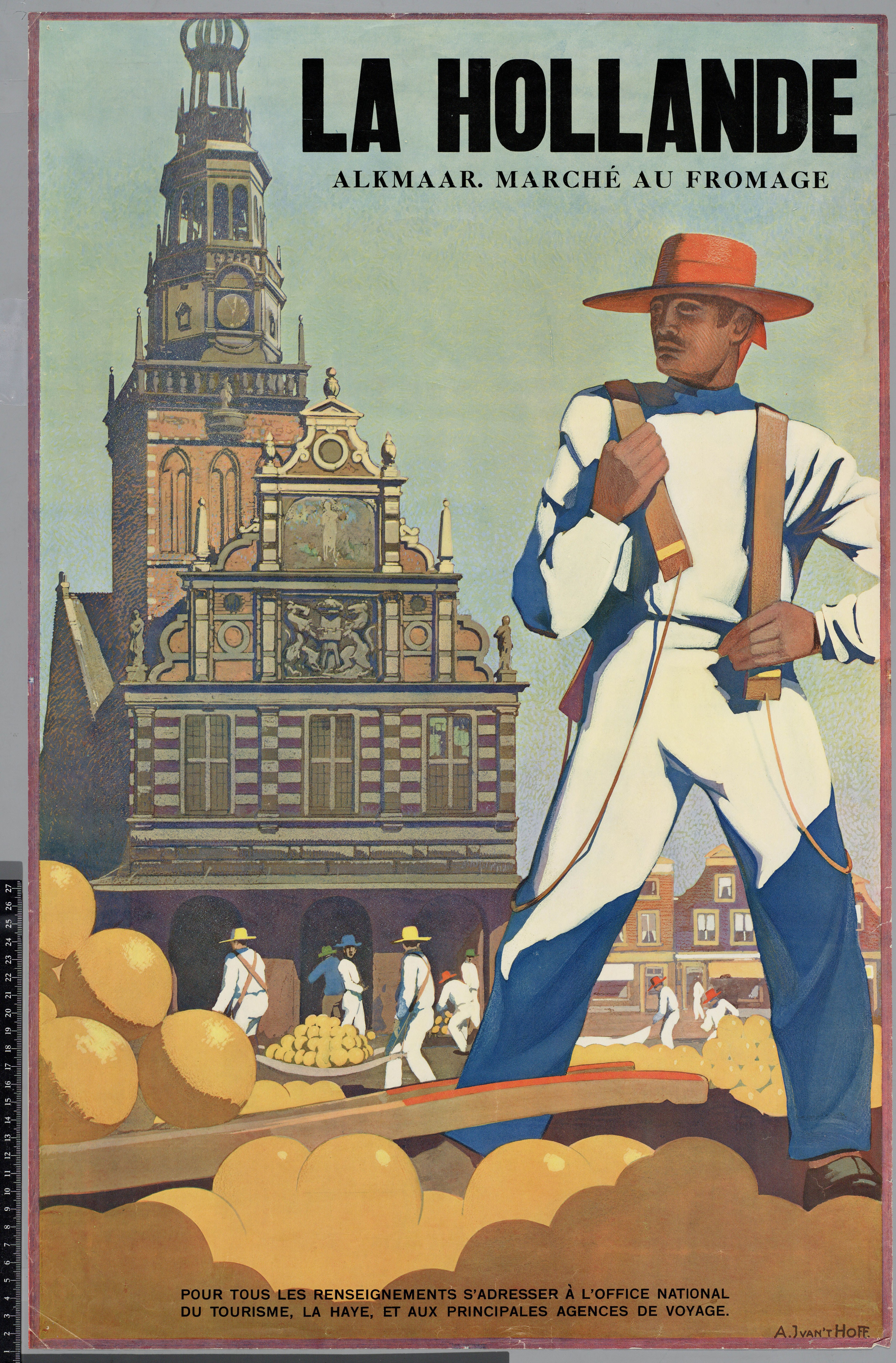
Affiche VVV Kaasmarkt in Alkmaar (1930)
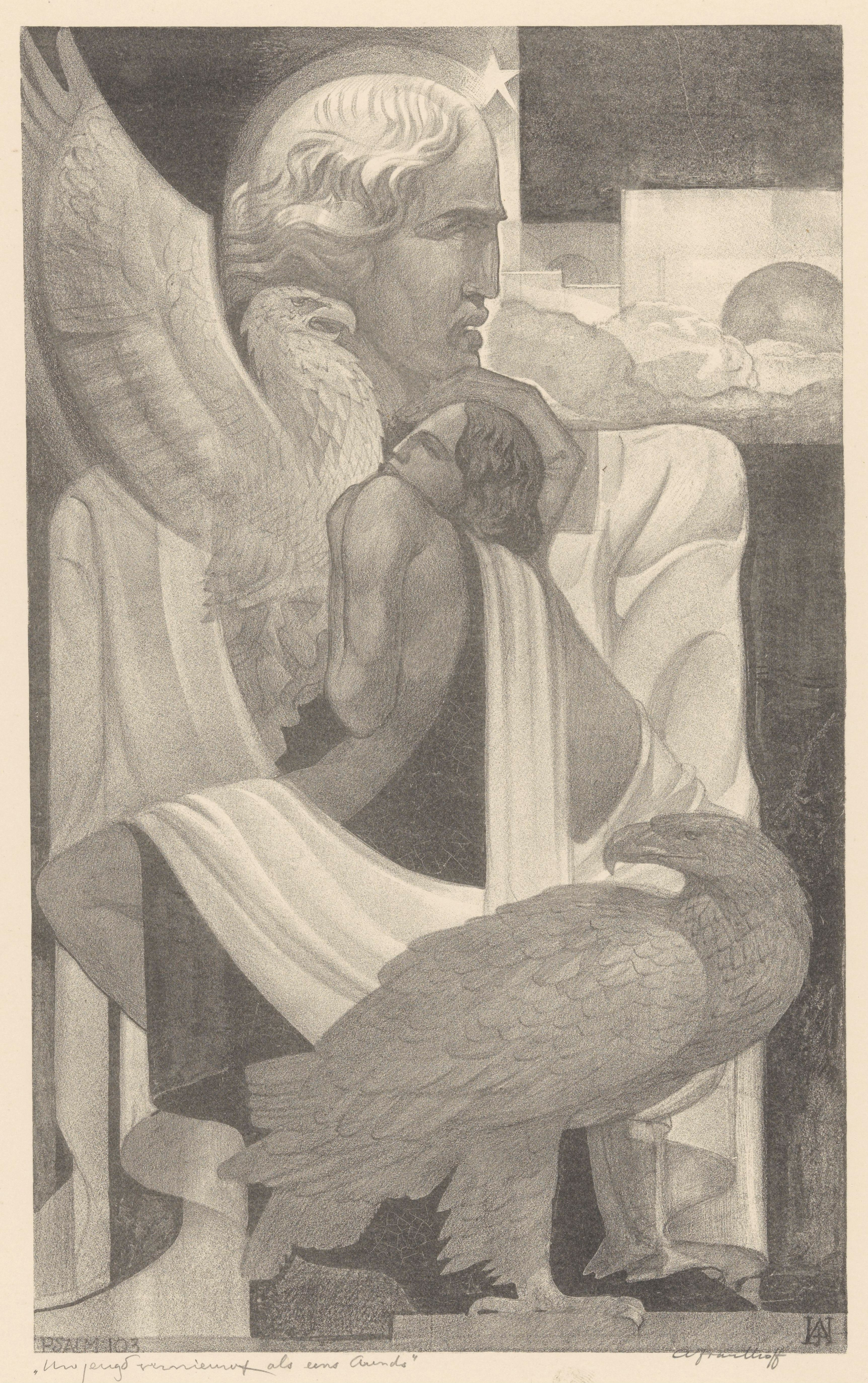
Uw jeugd vernieuwt als eens arends (litho)

## Uitgaves
- J.J. Groeneweg: Onder het Zuiderkruis, Gouda, 1923 (Illustraties van Adriaan van ‘t Hoff)
- Redactie Emmy van Lokhorst en Victor E. van Vriesland: Kristal, Rotterdam, 1937 (Illustraties en bandontwerp van Adriaan van ‘t Hoff; gedeeltelijk herdrukt in: J. van Oudshoorn: Een ietwat vreemd product. Vijf brieven rondom het verhaal ‘Doodenakker’, ‘s Gravenhage, 2015)